# Мамоны (Иркутская область)
Мамо́ны — село в Иркутском районе Иркутской области России. Административный центр Мамонского муниципального образования.

## География
Находится в 13 км к западу от центра Иркутска.

## История
Первые строения села возвели монахи Иннокентьевского монастыря недалеко от ключика в Старых Мамонах в конце XIX века. Название села происходит от фамилии монастырского смотрителя-управляющего Мамонова.

## Население
| 2002 | 2010  | 2011  | 2012  | 2021  |
| ---- | ----- | ----- | ----- | ----- |
| 1642 | ↗3154 | ↗3175 | ↗3178 | ↗7272 |

По данным Всероссийской переписи, в 2010 году в селе проживали 3154 человека (1536 мужчин и 1618 женщин).

## Происшествия

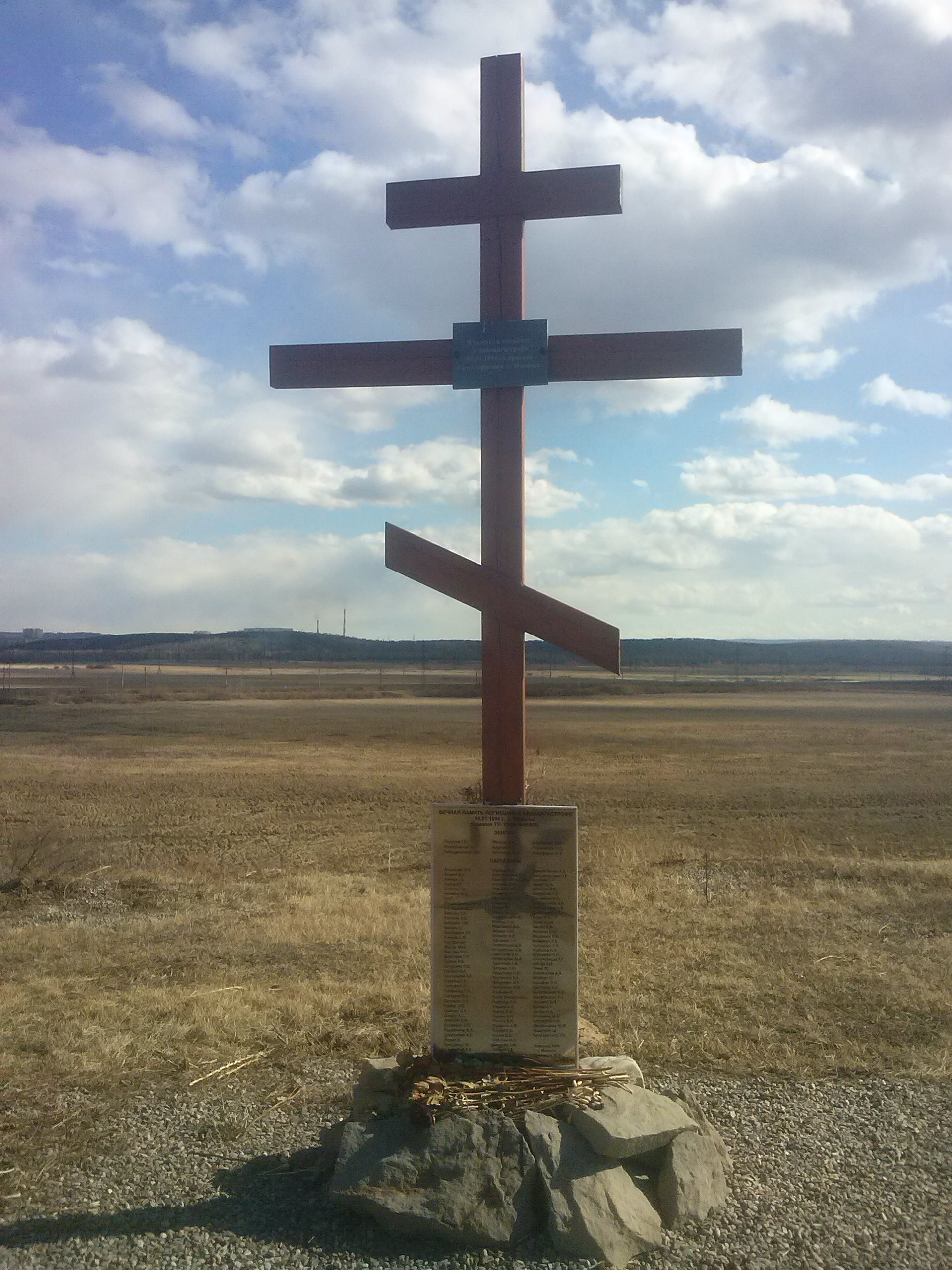
Крест, установленный на месте крушения самолёта

3 января 1994 года в селе произошла катастрофа пассажирского самолёта Ту-154, в результате была разрушена сельская ферма, погибли 124 человека, находящиеся в самолёте, а также один человек на земле (ещё один человек на земле был ранен).